# Monte San Savino
Monte San Savino település Olaszországban, Toszkána régióban, Arezzo megyében. Lakosainak száma 8550 fő (2023. január 1.). Monte San Savino Bucine, Lucignano, Marciano della Chiana, Rapolano Terme, Civitella in Val di Chiana és Arezzo községekkel határos.

## Népesség
A település lakossága az elmúlt években az alábbi módon változott:
| Lakosok száma | 8761 | 8675 | 8550 |
|               | 2017 | 2018 | 2023 |